# Montuhotep (királyné)
Montuhotep ókori egyiptomi királyné volt a második átmeneti korban; a valószínűleg a XVI. dinasztiához tartozó Dzsehuti fáraó felesége.
Apja Szenebhenaf vezír, anyja Szobekhotep nemes hölgy; Montuhotep így nem királyi, de előkelő családból származott. Királynéként az újbirodalom idején a főfeleségnek kijáró nagy királyi hitves és a középbirodalmi „aki egy a Fehér Koronával” címeket is viselte.
Temetkezési kellékeiről ismert, melyeket 1822 és 1825 között Giuseppe Passalacqua talált Dirá Abu el-Nagában, a thébai nekropoliszban. Kanópuszládáját és kozmetikai szereket tartalmazó ládikáit később a berlini múzeumnak adta el. 1832 körül John Gardner Wilkinson lemásolta egy Montuhotep nevű királyné koporsójának feliratait; a koporsó mára elveszett, de felirataiból tudni, hogy a királyné szülei Szenebhenaf vezír és Szobekhotep voltak. A koporsó belsejébe különféle varázsszövegeket írtak, közülük több a Halottak Könyvéből származott. Ez az egyik legkorábbi forrása ennek a szövegnek. Nem teljesen világos, hogy a koporsó és a kanópuszedény ugyanabból a sírból kerültek elő; Giuseppe Passalacqua, amikor leírta a sírt, istenek alakjaival fényűzően díszített antropoid koporsót írt le, Wilkinson azonban négyszögletes koporsóról másolta a szövegeket, és ezt nem díszítették istenek figurái. Herbert E. Winlock ennek alapján arra a következtetésre jutott, hogy két, azonos nevű királyné is létezett, egyikük Dzsehuti felesége, a másik az, akit a koporsójáról ismerünk.
A kanópuszládát felirata szerint Dzsehuti fáraó ajándékozta Montuhotep királynénak. Az eredeti kanópuszládán a király neve állt. Benne két kozmetikai ládika volt, fából illetve papiruszból. Ezek ma a berlini Neues Museumban láthatóak (katalógusszám: AM 1175-1182). A ládában alabástromedények és egy kozmetikai kanál.

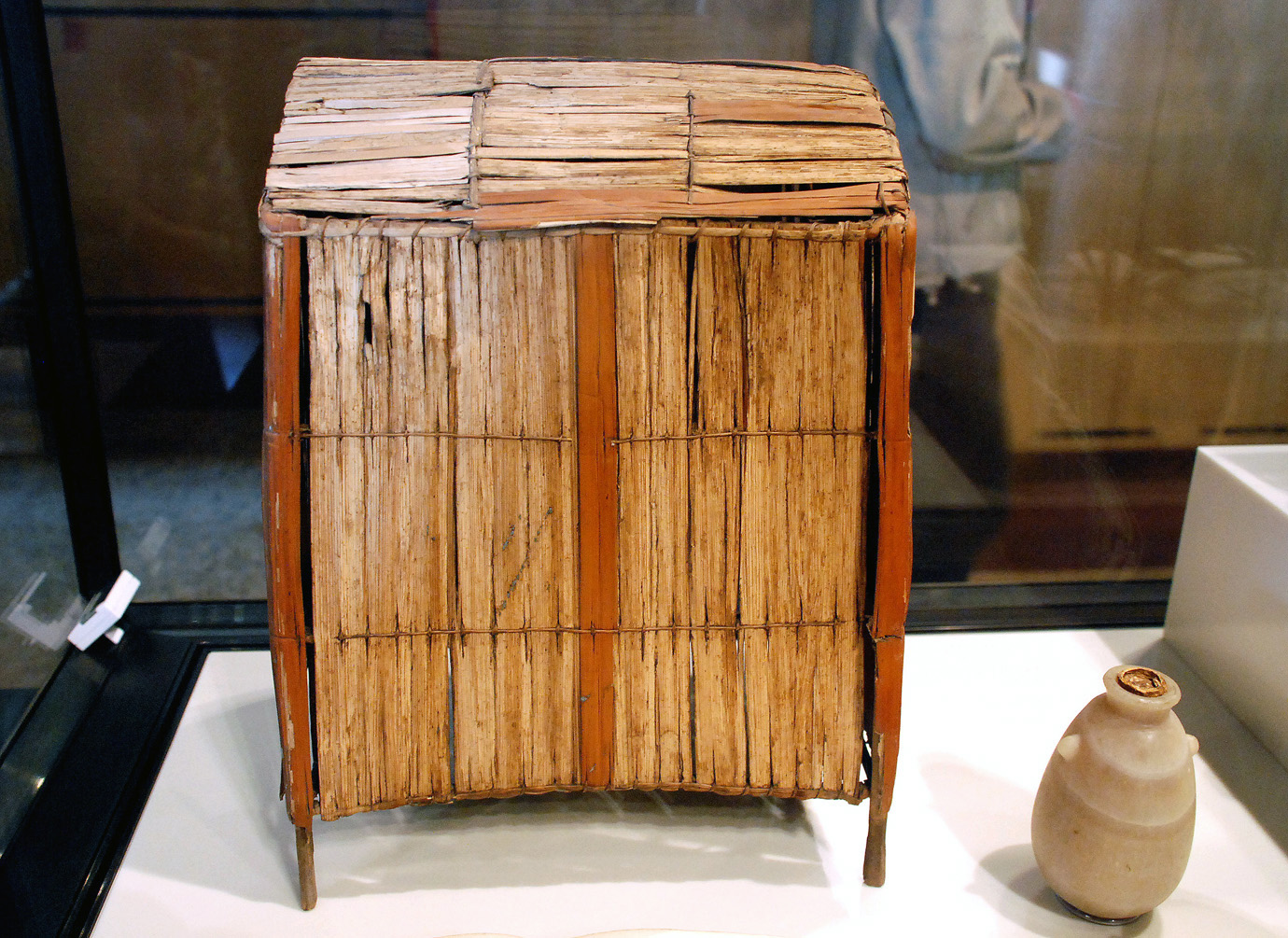
A kozmetikai ládika

A sírból emellett több alabástromedény is előkerült, ezek azonban típusuk alapján a XXV. dinasztia idején készültek.

## Fordítás
- Ez a szócikk részben vagy egészben  a   Mentuhotep (queen) című angol Wikipédia-szócikk ezen változatának fordításán alapul.  Az eredeti cikk szerkesztőit annak laptörténete sorolja fel. Ez a jelzés csupán a megfogalmazás eredetét és a szerzői jogokat jelzi, nem szolgál a cikkben szereplő információk forrásmegjelöléseként.